# Saa tag mit Hjerte
Saa tag mit Hjerte (Neem dan mijn hart) is een compositie uit 1946 van de Zweedse componist Hugo Alfvén (1872-1960) op een gedicht van de Deense dichteres Tove Ditlevsen (1917-1976).
De eerste strofe van het lied luidt: "Saa tag mit Hjerte i dine Hænder, men tag det varsomt og tag det blidt, det røde Hjerte nu er det dit" ("Neem dan mijn hart in je handen, maar neem het voorzichtig, doe het behoedzaam, dit rode hart is nu het jouwe").
Alfvén zat zelf achter de piano bij de eerste uitvoering in het dorp Tibble bij Uppsala op 2 augustus 1946. De arts Runar Brenning (1904-1980), die met zijn vrouw Kajsa Brenning-Adolphson tot Alfvéns vriendenkring behoorde, zong daarbij. 

## Discografie
- Uitgave BIS Records: Claes-Håkan Ahnsjö (tenor), Folke Alin (piano) uit 1993
- Uitgave EMI: Jussi Björling (tenor) met orkest o.l.v. Nils Grevillius
- Uitgave Deutsche Grammophon Gesellschaft: Anne Sofie von Otter (mezzosopraan), Bengt Forsberg (piano)